# 无量山膜叶铁角蕨
无量山膜叶铁角蕨（学名：Hymenasplenium wuliangshanense）也称无量山铁角蕨，为铁角蕨科膜叶铁角蕨属下的一个种。